# Boucles de la Mayenne 2018
Els Boucles de la Mayenne 2018, 44a edició dels Boucles de la Mayenne, es disputà entre el 31 de maig i el 3 de juny de 2018, sobre un recorregut de 534,5 km dividit en tres etapes i un pròleg. La cursa formava part del calendari de l'UCI Europa Tour 2018, amb una categoria 2.1.

## Equips
En aquesta edició hi prenen part 21 equips:
| WorldTeams (3)- AG2R La Mondiale - Groupama-FDJ - Team Sunweb Equips continentals professionals (9)- Delko-Marseille Provence-KTM - Gazprom-RusVelo - Direct Énergie - Caja Rural-Seguros RGA - Fortuneo-Samsic - Cofidis, Solutions Crédits - Euskadi Basque Country-Murias - Vital Concept - Burgos-BH Equips continentals (9)- Amore & Vita-Prodir - Roubaix Lille Métropole - Marlux-Bingoal - Saint Michel-Auber 93 - Corendon-Circus - Vorarlberg-Santic - D'Amico-Utensilnord - Lotto-Kern-Haus - Akros-Renfer |
| |

## Etapes
| Etapa    | Data       | Ciutats d'etapa                          | type   | Distància (km) | Vencedor de l'etapa  | Líder de la general  |
| -------- | ---------- | ---------------------------------------- | ------ | -------------- | -------------------- | -------------------- |
| Pròleg   | 31 de maig | Laval – Laval                            | pròleg | 4,5            | Dorian Godon         | Dorian Godon         |
| 1a etapa | 1 de juny  | Saint-Berthevin – Gorron                 |        | 176            | Mathieu van der Poel | Mathieu van der Poel |
| 2a etapa | 2 de juny  | Saint-Aignan-de-Couptrain – Saint-Samson |        | 172            | Nacer Bouhanni       | Mathieu van der Poel |
| 3a etapa | 3 de juny  | Congrier – Laval                         |        | 182            | Nacer Bouhanni       | Mathieu van der Poel |

### Pròleg
| \| Classificació de l'etapa \| Classificació de l'etapa \| Classificació de l'etapa \| Classificació de l'etapa \| Classificació de l'etapa \| \| Corredor \| Corredor \| Equip \| Temps \| \| \| ------------------------ \| ------------------------ \| -------------------------- \| ------------------------ \| ------------------------ \| \| 1r \| Dorian Godon \| Cofidis, Solutions Crédits \| 5' 46" \| \| \| 2n \| Mathieu van der Poel \| Corendon-Circus \| + 9" \| \| \| 3r \| Romain Seigle \| Groupama-FDJ \| + 10" \| \| \| 4t \| Daniel Hoelgaard \| Groupama-FDJ \| + 12" \| \| \| 5è \| Benoît Cosnefroy \| AG2R La Mondiale \| + 12" \| \| \| 6è \| Eli Iserbyt \| Marlux-Bingoal \| + 15" \| \| \| 7è \| Julien Morice \| Vital Concept \| + 16" \| \| \| 8è \| Gediminas Bagdonas \| AG2R La Mondiale \| + 17" \| \| \| 9è \| Adam Ťoupalík \| Corendon-Circus \| + 17" \| \| \| 10è \| Kévin Ledanois \| Fortuneo-Samsic \| + 19" \| \| |                      |                            |        |
| |                      |                            |        |
| |                      |                            |        |
| Classificació de l'etapa |                      |                            |        |
| Corredor | Corredor             | Equip                      | Temps  |
| 1r | Dorian Godon         | Cofidis, Solutions Crédits | 5' 46" |
| 2n | Mathieu van der Poel | Corendon-Circus            | + 9"   |
| 3r | Romain Seigle        | Groupama-FDJ               | + 10"  |
| 4t | Daniel Hoelgaard     | Groupama-FDJ               | + 12"  |
| 5è | Benoît Cosnefroy     | AG2R La Mondiale           | + 12"  |
| 6è | Eli Iserbyt          | Marlux-Bingoal             | + 15"  |
| 7è | Julien Morice        | Vital Concept              | + 16"  |
| 8è | Gediminas Bagdonas   | AG2R La Mondiale           | + 17"  |
| 9è | Adam Ťoupalík        | Corendon-Circus            | + 17"  |
| 10è | Kévin Ledanois       | Fortuneo-Samsic            | + 19"  |

| \| Classificació general \| Classificació general \| Classificació general \| Classificació general \| Classificació general \| \| Corredor \| Corredor \| Equip \| Temps \| \| \| --------------------- \| --------------------- \| -------------------------- \| --------------------- \| --------------------- \| \| 1r \| Dorian Godon \| Cofidis, Solutions Crédits \| 5' 46" \| \| \| 2n \| Mathieu van der Poel \| Corendon-Circus \| + 9" \| \| \| 3r \| Romain Seigle \| Groupama-FDJ \| + 10" \| \| \| 4t \| Daniel Hoelgaard \| Groupama-FDJ \| + 12" \| \| \| 5è \| Benoît Cosnefroy \| AG2R La Mondiale \| + 12" \| \| \| 6è \| Eli Iserbyt \| Marlux-Bingoal \| + 15" \| \| \| 7è \| Julien Morice \| Vital Concept \| + 16" \| \| \| 8è \| Gediminas Bagdonas \| AG2R La Mondiale \| + 17" \| \| \| 9è \| Adam Ťoupalík \| Corendon-Circus \| + 17" \| \| \| 10è \| Kévin Ledanois \| Fortuneo-Samsic \| + 19" \| \| |                      |                            |        |
| |                      |                            |        |
| |                      |                            |        |
| Classificació general |                      |                            |        |
| Corredor | Corredor             | Equip                      | Temps  |
| 1r | Dorian Godon         | Cofidis, Solutions Crédits | 5' 46" |
| 2n | Mathieu van der Poel | Corendon-Circus            | + 9"   |
| 3r | Romain Seigle        | Groupama-FDJ               | + 10"  |
| 4t | Daniel Hoelgaard     | Groupama-FDJ               | + 12"  |
| 5è | Benoît Cosnefroy     | AG2R La Mondiale           | + 12"  |
| 6è | Eli Iserbyt          | Marlux-Bingoal             | + 15"  |
| 7è | Julien Morice        | Vital Concept              | + 16"  |
| 8è | Gediminas Bagdonas   | AG2R La Mondiale           | + 17"  |
| 9è | Adam Ťoupalík        | Corendon-Circus            | + 17"  |
| 10è | Kévin Ledanois       | Fortuneo-Samsic            | + 19"  |

### Etapa 1
| \| Classificació de l'etapa \| Classificació de l'etapa \| Classificació de l'etapa \| Classificació de l'etapa \| Classificació de l'etapa \| \| Corredor \| Corredor \| Equip \| Temps \| \| \| ------------------------ \| ------------------------ \| ------------------------ \| ------------------------ \| ------------------------ \| \| 1r \| Mathieu van der Poel \| Corendon-Circus \| 4h 05' 52" \| \| \| 2n \| Marc Sarreau \| Groupama-FDJ \| + 0" \| \| \| 3r \| Max Kanter \| Development Team Sunweb \| + \| \| \| 4t \| Erwann Corbel \| Vital Concept \| + 0" \| \| \| 5è \| Robert Kessler \| Team Lotto-Kern Haus \| + 0" \| \| |                      |                         |            |
| |                      |                         |            |
| |                      |                         |            |
| Classificació de l'etapa |                      |                         |            |
| Corredor | Corredor             | Equip                   | Temps      |
| 1r | Mathieu van der Poel | Corendon-Circus         | 4h 05' 52" |
| 2n | Marc Sarreau         | Groupama-FDJ            | + 0"       |
| 3r | Max Kanter           | Development Team Sunweb | +          |
| 4t | Erwann Corbel        | Vital Concept           | + 0"       |
| 5è | Robert Kessler       | Team Lotto-Kern Haus    | + 0"       |

| \| Classificació general \| Classificació general \| Classificació general \| Classificació general \| Classificació general \| \| Corredor \| Corredor \| Equip \| Temps \| \| \| --------------------- \| --------------------- \| --------------------- \| --------------------- \| --------------------- \| \| 1r \| Mathieu van der Poel \| Corendon-Circus \| 4h 11' 37" \| \| \| 2n \| Romain Seigle \| Groupama-FDJ \| + 11" \| \| \| 3r \| Daniel Hoelgaard \| Groupama-FDJ \| + 13" \| \| \| 4t \| Eli Iserbyt \| Marlux-Bingoal \| + 16" \| \| \| 5è \| Gediminas Bagdonas \| AG2R La Mondiale \| + 18" \| \| |                      |                  |            |
| |                      |                  |            |
| |                      |                  |            |
| Classificació general |                      |                  |            |
| Corredor | Corredor             | Equip            | Temps      |
| 1r | Mathieu van der Poel | Corendon-Circus  | 4h 11' 37" |
| 2n | Romain Seigle        | Groupama-FDJ     | + 11"      |
| 3r | Daniel Hoelgaard     | Groupama-FDJ     | + 13"      |
| 4t | Eli Iserbyt          | Marlux-Bingoal   | + 16"      |
| 5è | Gediminas Bagdonas   | AG2R La Mondiale | + 18"      |

### Etapa 2
| \| Classificació de l'etapa \| Classificació de l'etapa \| Classificació de l'etapa \| Classificació de l'etapa \| Classificació de l'etapa \| \| Corredor \| Corredor \| Equip \| Temps \| \| \| ------------------------ \| ------------------------ \| ---------------------------- \| ------------------------ \| ------------------------ \| \| 1r \| Nacer Bouhanni \| Cofidis, Solutions Crédits \| 4h 14' 12" \| \| \| 2n \| Benoît Cosnefroy \| AG2R La Mondiale \| + 0" \| \| \| 3r \| Anthony Maldonado \| Saint Michel-Auber 93 \| + 0" \| \| \| 4t \| Jérémy Leveau \| Delko-Marseille Provence-KTM \| + 0" \| \| \| 5è \| Mathieu van der Poel \| Corendon-Circus \| + 0" \| \| |                      |                              |            |
| |                      |                              |            |
| |                      |                              |            |
| Classificació de l'etapa |                      |                              |            |
| Corredor | Corredor             | Equip                        | Temps      |
| 1r | Nacer Bouhanni       | Cofidis, Solutions Crédits   | 4h 14' 12" |
| 2n | Benoît Cosnefroy     | AG2R La Mondiale             | + 0"       |
| 3r | Anthony Maldonado    | Saint Michel-Auber 93        | + 0"       |
| 4t | Jérémy Leveau        | Delko-Marseille Provence-KTM | + 0"       |
| 5è | Mathieu van der Poel | Corendon-Circus              | + 0"       |

| \| Classificació general \| Classificació general \| Classificació general \| Classificació general \| Classificació general \| \| Corredor \| Corredor \| Equip \| Temps \| \| \| --------------------- \| --------------------- \| ----------------------- \| --------------------- \| --------------------- \| \| 1r \| Mathieu van der Poel \| Corendon-Circus \| 8h 25' 49" \| \| \| 2n \| Romain Seigle \| Groupama-FDJ \| + 13" \| \| \| 3r \| Eli Iserbyt \| Marlux-Bingoal \| + 19" \| \| \| 4t \| Max Kanter \| Development Team Sunweb \| + 19" \| \| \| 5è \| Gediminas Bagdonas \| AG2R La Mondiale \| + 21" \| \| |                      |                         |            |
| |                      |                         |            |
| |                      |                         |            |
| Classificació general |                      |                         |            |
| Corredor | Corredor             | Equip                   | Temps      |
| 1r | Mathieu van der Poel | Corendon-Circus         | 8h 25' 49" |
| 2n | Romain Seigle        | Groupama-FDJ            | + 13"      |
| 3r | Eli Iserbyt          | Marlux-Bingoal          | + 19"      |
| 4t | Max Kanter           | Development Team Sunweb | + 19"      |
| 5è | Gediminas Bagdonas   | AG2R La Mondiale        | + 21"      |

### Etapa 3
| \| Classificació de l'etapa \| Classificació de l'etapa \| Classificació de l'etapa \| Classificació de l'etapa \| Classificació de l'etapa \| \| Corredor \| Corredor \| Equip \| Temps \| \| \| ------------------------ \| ------------------------ \| ---------------------------- \| ------------------------ \| ------------------------ \| \| 1r \| Nacer Bouhanni \| Cofidis, Solutions Crédits \| 12h 58' 23" \| \| \| 2n \| Marc Sarreau \| Groupama-FDJ \| + 0" \| \| \| 3r \| Rudy Barbier \| AG2R La Mondiale \| + 0" \| \| \| 4t \| Jon Aberasturi Izaga \| Euskadi-Murias \| + 0" \| \| \| 5è \| Geoffrey Soupe \| Cofidis, Solutions Crédits \| + 0" \| \| \| 6è \| Adam Ťoupalík \| Corendon-Circus \| + 0" \| \| \| 8è \| Jérémy Leveau \| Delko-Marseille Provence-KTM \| + 0" \| \| \| 9è \| Jesús Ezquerra \| Burgos-BH \| + 0" \| \| \| 10è \| Armindo Fonseca \| Fortuneo-Samsic \| + 0" \| \| |                      |                              |             |
| |                      |                              |             |
| |                      |                              |             |
| Classificació de l'etapa |                      |                              |             |
| Corredor | Corredor             | Equip                        | Temps       |
| 1r | Nacer Bouhanni       | Cofidis, Solutions Crédits   | 12h 58' 23" |
| 2n | Marc Sarreau         | Groupama-FDJ                 | + 0"        |
| 3r | Rudy Barbier         | AG2R La Mondiale             | + 0"        |
| 4t | Jon Aberasturi Izaga | Euskadi-Murias               | + 0"        |
| 5è | Geoffrey Soupe       | Cofidis, Solutions Crédits   | + 0"        |
| 6è | Adam Ťoupalík        | Corendon-Circus              | + 0"        |
| 8è | Jérémy Leveau        | Delko-Marseille Provence-KTM | + 0"        |
| 9è | Jesús Ezquerra       | Burgos-BH                    | + 0"        |
| 10è | Armindo Fonseca      | Fortuneo-Samsic              | + 0"        |

## Classificació final
| \| Classificació general \| Classificació general \| Classificació general \| Classificació general \| Classificació general \| \| Corredor \| Corredor \| Equip \| Temps \| \| \| --------------------- \| --------------------- \| -------------------------- \| --------------------- \| --------------------- \| \| 1r \| Mathieu van der Poel \| Corendon-Circus \| 3h 54' 01" \| \| \| 2n \| Romain Seigle \| Groupama-FDJ \| + 0" \| \| \| 3r \| Eli Iserbyt \| Marlux-Bingoal \| + 0" \| \| \| 4t \| Max Kanter \| Development Team Sunweb \| + 0" \| \| \| 5è \| Gediminas Bagdonas \| AG2R La Mondiale \| + 0" \| \| \| 6è \| Adam Ťoupalík \| Corendon-Circus \| + 0" \| \| \| 7è \| Dorian Godon \| Cofidis, Solutions Crédits \| + 0" \| \| \| 8è \| Alo Jakin \| Saint Michel-Auber 93 \| + 0" \| \| \| 9è \| Serguei Xílov \| Gazprom-RusVelo \| + 0" \| \| \| 10è \| Jonas Rutsch \| Team Lotto-Kern Haus \| + 0" \| \| |                      |                            |            |
| |                      |                            |            |
| Font: ProCyclingStats |                      |                            |            |
| Classificació general |                      |                            |            |
| Corredor | Corredor             | Equip                      | Temps      |
| 1r | Mathieu van der Poel | Corendon-Circus            | 3h 54' 01" |
| 2n | Romain Seigle        | Groupama-FDJ               | + 0"       |
| 3r | Eli Iserbyt          | Marlux-Bingoal             | + 0"       |
| 4t | Max Kanter           | Development Team Sunweb    | + 0"       |
| 5è | Gediminas Bagdonas   | AG2R La Mondiale           | + 0"       |
| 6è | Adam Ťoupalík        | Corendon-Circus            | + 0"       |
| 7è | Dorian Godon         | Cofidis, Solutions Crédits | + 0"       |
| 8è | Alo Jakin            | Saint Michel-Auber 93      | + 0"       |
| 9è | Serguei Xílov        | Gazprom-RusVelo            | + 0"       |
| 10è | Jonas Rutsch         | Team Lotto-Kern Haus       | + 0"       |